# (31672) 1999 JB8
1999 JB8 (asteroide 31672) é um asteroide da cintura principal. Possui uma excentricidade de 0.14763460 e uma inclinação de 22.95125º.
Este asteroide foi descoberto no dia 12 de maio de 1999 por LINEAR em Socorro.